# 스카이워커 사운드
스카이워커 사운드(영어: Skywalker Sound)는 미국의 영상 제작 회사인 루카스필름의 자회사로, 주로 영화나 TV 프로그램의 음향 및 특수효과를 제작한다.

## 같이 보기
- 인더스트리얼 라이트 & 매직(ILM)